# Sangam (Film)
Sangam ist ein Hindi-Film von Raj Kapoor aus dem Jahr 1964.

## Handlung
Sunder, Gopal und Radha sind schon seit ihrer Kindheit miteinander befreundet. Gopal und Radha lieben sich, nur Sunder scheint dies nicht zu erkennen, denn Sunder ist auch heimlich in Radha verliebt. Er besucht seinen Freund und erzählt ihm von seiner Liebe zu Radha. Gopal will die Freundschaft nicht zerstören und schweigt.
Radhas Eltern sind von Sunder nicht sehr begeistert, da er sich sein Geld als Musiker verdient, deshalb geht er zum Militär nach Kaschmir. Bei einem Einsatz stürzt er ab und bleibt verschollen. Sein Freund Gopal hält ihn für tot und baut wieder eine Beziehung zu Radha auf. Nachdem die beiden langsam schon ans Heiraten denken, taucht Sunder plötzlich auf. Wieder opfert Gopal seine große Liebe und Radha heiratet Sunder.
Das junge Ehepaar unternimmt eine Hochzeitsreise nach Europa und scheinen glücklich miteinander zu sein. Radha ist fest entschlossen ihrem Ehemann treu zu bleiben und Gopal zu vergessen. Aber bald liegt die Ehe in Scherben, als Sunder einen anonymen Liebesbrief an Radha entdeckt. Sunder ist wie vom Blitz getroffen. Er tyrannisiert Radha, die den Namen des Verehrers preisgeben soll, um denjenigen umzubringen. Doch sie bleibt stur.
Letztendlich beichtet Gopal Sunder, dass er der heimliche Verehrer von Radha ist und begeht anschließend Selbstmord. In Trauer sind Radha und Sunder wieder vereint.

## Auszeichnungen
- Filmfare Award/Bester Schnitt an Raj Kapoor (1965)
- Filmfare Award/Beste Hauptdarstellerin an Vyjayantimala (1965)
- Filmfare Award/Bester Ton an Allauddin Khan Qureshi (1965)
- Filmfare Award/Beste Regie an Raj Kapoor (1965)

## Sonstiges
Die Filmsongs wurden von Mukesh, Mahendra Kapoor, Lata Mangeshkar und Mohammed Rafi gesungen, die Lyriks stammen von Shailendra und Hasrat Jaipuri.
Sangam ist Kapoors erster Farbfilm. Er gehört zu den ersten indischen Filmen, die europäische Orte als exotischen Hintergrund nutzen (hier: die Schweiz und Paris).